# Конвой Трук – Куре (22.08.43 – 02.09.43)
Конвой Трук — Куре (22.08.43 — 02.09.43) — японський конвой часів Другої світової війни, проведення якого відбувалось у серпні — вересні 1943-го.
Вихідним пунктом конвою був атол Трук у центральній частині Каролінських островів, де ще до війни створили потужну базу японського ВМФ, з якої до лютого 1944-го провадились операції в цілому ряді архіпелагів. Пунктом призначення стала розташована на Внутрішньому Японському морі головна база Імперського ВМФ Куре (при тому, що майже всі перевезення на та з Труку здійснювались через Йокосуку — один з портів Токійської затоки).
До складу конвою увійшли переобладнані легкі крейсери «Айкоку-Мару» та «Гококу-Мару», які вирушили з порту 22 серпня 1943-го. Їхній маршрут пролягав через кілька традиційних районів патрулювання американських підводних човнів, що зазвичай діяли на підходах до Труку та поблизу східного узбережжя Японського архіпелагу. Враховуючи це, на найнебезпечніших ділянках переобладнані крейсери отримували ескорт. Так, до вечора 23 серпня їх супроводжував мисливець за підводними човнами CH-28, що потім відокремився та попрямував назад на Трук. 28 серпня за шість сотень кілометрів від острова Сікоку прибув ескорт із переобладнаного мисливця за підводними човнами «Такунан-Мару № 8» та переобладнаного тральщика «Такунан-Мару № 3». 30 серпня менш ніж за три сотні кілометрів від Сікоку до проведення конвою узялись переобладнані тральщики «Аой-Мароу» (Aoi Maru) та «Ячійо-мару». Нарешті, 31 серпня за сотню кілометрів від Сікоку ескорт підсилив тральщик W-33.
1 вересня 1943-го конвой прибув до затоки Сукумо (південне завершення Сікоку, біля входу до затоки Бунго, що веде у Внутрішнє Японське море між Сікоку та Кюсю). Після цього всі названі раніше кораблі припинили ескортування і завершальний перехід «Айкоку-Мароу» та «Гококу-Мару» здійснили разом з есмінцем «Усіо», який тільки-но привів з Труку до Японії ескортний авіаносець. 2 вересня загін прибув до Куре.